# El Futuro, Mexiko
El Futuro är en ort i Mexiko.   Den ligger i kommunen Ixhuacán de los Reyes och delstaten Veracruz, i den sydöstra delen av landet, 210 km öster om huvudstaden Mexico City. El Futuro ligger 2 260 meter över havet och antalet invånare är 118.
Terrängen runt El Futuro är varierad. Runt El Futuro är det ganska tätbefolkat, med 166 invånare per kvadratkilometer. Närmaste större samhälle är Coatepec, 18,8 km öster om El Futuro. Omgivningarna runt El Futuro är en mosaik av jordbruksmark och naturlig växtlighet.